# Снежана Пророк
Снежана Пророк (Источно Сарајево, 1994) босанскохерцеговачка је манекенка и носилац титуле мис БиХ 2010. са избора Мис РС (исте године се такмичила на 60. Мис свијета у Кини 30. октобра).